# Heteromeloleptes fasciatus
Heteromeloleptes fasciatus is een hooiwagen uit de familie Gonyleptidae.